# 毛特豪森
毛特豪森（德語：Mauthausen）是奧地利的城鎮，位於該國東北部，距離首府林茲約20公里，由上奧地利負責管轄，面積14平方公里，海拔高度265米，該地區自新石器時代有人類居住，2012年人口4,975。